# Festus Onigbinde
Festus Adegboye Onigbinde est un entraîneur nigérian né le 5 mars 1942 à Modakeke.

## Carrière
Festus Onigbinde commence sa carrière d'entraîneur dans les années 1960. En tant qu'adjoint du Britannique Allan Hawks aux Shooting Stars, il remporte la Coupe d'Afrique des vainqueurs de coupe de football 1976. Il devient ensuite entraîneur principal du Water Corporation Football Club en 1977, terminant quart-de-finaliste de la Coupe des clubs champions africains 1977.
Il est le premier sélectionneur local à diriger l'équipe du Nigeria à une Coupe d'Afrique des nations, atteignant la finale de l'édition 1984.
Il emmène les Shooting Stars à la finale de la Coupe des clubs champions africains 1984.
Il est le sélectionneur du Nigeria à la Coupe du monde de football 2002.